# Белчуг (Прахова)
Белчуг (рум. Belciug) — село у повіті Прахова в Румунії. Входить до складу комуни Дрегенешть.
Село розташоване на відстані 44 км на північ від Бухареста, 21 км на південний схід від Плоєшті, 105 км на південний схід від Брашова.

## Населення
За даними перепису населення 2002 року у селі проживали 667 осіб, усі — румуни. Усі жителі села рідною мовою назвали румунську.